# Museo de Isparta
El Museo de Isparta (en turco Isparta Müzesi) es uno de los museos de Turquía. Está ubicado en la ciudad de Isparta, que está situada en la provincia de su mismo nombre. 

## Historia
En 1933 se habilitó una sala del centro comunitario de la ciudad para exponer una serie de objetos arqueológicos. Posteriormente este centro se cerró y los objetos fueron almacenados en varios lugares, como la biblioteca Halil Hamit Pasha. La construcción del edificio del museo comenzó en 1971 pero su inauguración no se produjo hasta 1985. Actualmente está en proceso de restauración y modernización que se prevé que finalice en 2026.

## Colecciones
La exposición de las colecciones del museo se dividen en cuatro partes:
- La sección de arqueología alberga una serie de objetos arqueológicos de la región en torno a Isparta. Entre ellos figuran obras escultóricas de la antigua ciudad de Perge, una estatua de Eurimedonte que se hallaba frente a la cueva de Aksu Zindan, los hallazgos de las excavaciones del yacimiento de Göndürle, recipientes de cerámica y estelas funerarias. También hay iconos  del siglo XVIII procedentes de la iglesia de Aya Yorgi, además de una puerta y una campana del siglo XIX.

- La sección denominada «de los tesoros» alberga monedas ordenadas cronológicamente de diferentes ciudades de la región de Pisidia, de los periodos griego, romano, bizantino, veneciano e islámico. Esta sección también incluye medallas y otras condecoraciones del periodo otomano; joyas, espejos y otros objetos de metal y de hueso.

- La sección etnográfica expone diferentes tradiciones culturales de la zona, como una petición de mano, rituales relacionados con la henna y con la etnia de los yörük. Los objetos expuestos, que pertenecen a los siglos XIX y XX, incluyen vestidos, adornos, útiles de cocina, lámparas, incensarios, armas, instrumentos de pesas y medidas y recipientes para agua de rosas, entre otros.

- Una cuarta sección alberga ejemplares de alfombras elaboradas en centros de producción de varios lugares de Turquía. En este sector también se halla un destilador de agua de rosas.

Por último, en los jardines del museo se exponen estelas funerarias y otros objetos de piedra monumentales.
|                                                                |
| Algunos hallazgos del yacimiento de la necrópolis de Göndürle. |

|                                                        |
| El tesoro de Eğirdir, compuesto por 374 monedas de oro |

|                                                  |
| Vestidos tradicionales de la sección etnográfica |

|                                                             |
| Alfombra procedente de un pueblo de la provincia de Isparta |